# Asociación de Fútbol La Paz
La Asociación de Fútbol La Paz (Associazione calcistica La Paz, abbreviato in AFLP) è una federazione boliviana di calcio. Affiliata alla Federación Boliviana de Fútbol, sovrintende all'organizzazione del campionato dipartimentale di La Paz.

## Storia
La AFLP è stata la prima federazione calcistica a essere fondata in Bolivia: fu istituita il 22 febbraio 1914 con il nome La Paz Foot-Ball Association, in lingua inglese. Le dodici società fondatrici furono Nacional, 6 de Agosto, Colegio Militar, Illimani, Universitario, Juniors, La Paz United, The Strongest, Nimbles, Workmen, Every Ready e Teddy. Il primo presidente fu Max de la Vega. Il campionato di massima serie organizzato dalla AFLP si chiama Primera "A".

## Albo d'oro Primera "A"
| Anno      | Campione                     |
| --------- | ---------------------------- |
| 1914      | The Strongest                |
| 1915      | Colegio Militar              |
| 1916-I    | The Strongest                |
| 1916-II   | The Strongest                |
| 1917      | The Strongest                |
| 1918-1921 | Non disputato                |
| 1922      | The Strongest                |
| 1923      | The Strongest                |
| 1924      | The Strongest                |
| 1925      | The Strongest                |
| 1926      | Non disputato                |
| 1927      | Nimbles Sport                |
| 1928      | Colegio Militar              |
| 1929      | Universitario                |
| 1930      | The Strongest                |
| 1931      | Nimbles Sport                |
| 1932      | Bolívar                      |
| 1933-1934 | Non disputato                |
| 1935      | The Strongest                |
| 1936      | Ayacucho                     |
| 1937      | Bolívar                      |
| 1938      | The Strongest                |
| 1939      | Bolívar                      |
| 1940      | Bolívar                      |
| 1941      | Bolívar                      |
| 1942      | Bolívar                      |
| 1943      | The Strongest                |
| 1944      | Ferroviario                  |
| 1945      | The Strongest                |
| 1946      | The Strongest                |
| 1947      | Lítoral                      |
| 1948      | Lítoral                      |
| 1949      | Lítoral                      |
| 1950      | Bolívar                      |
| 1951      | Always Ready                 |
| 1952      | The Strongest                |
| 1953      | The Strongest                |
| 1954-1957 | Incluso nel Torneo Integrado |
| 1958      | Municipal                    |
| 1959      | Always Ready                 |
| 1960      | Municipal                    |
| 1961      | Municipal                    |
| 1962      | Chaco Petrolero              |
| 1963      | The Strongest                |
| 1964      | The Strongest                |
| 1965      | Municipal                    |
| 1966      | Bolívar                      |
| 1967      | Bolívar                      |
| 1968      | Always Ready                 |
| 1969      | Bolívar                      |
| 1970      | The Strongest                |
| 1971      | The Strongest                |
| 1972      | Lítoral                      |
| 1973      | Municipal                    |
| 1974      | The Strongest                |
| 1975      | 31 de Octubre                |
| 1976      | Bolívar                      |
| 1977      | 31 de Octubre                |
| 1978      | 31 de Octubre                |
| 1979      | Non disputato                |
| 1980      | Unión Maestranza             |
| 1981      | Chaco Petrolero              |
| 1982      | Mariscal Braun               |
| 1983      | Lítoral                      |
| 1984-1985 | Non disputato                |
| 1986      | Always Ready                 |
| 1987      | Chaco Petrolero              |
| 1988      | Mariscal Braun               |
| 1989      | Chaco Petrolero              |
| 1990      | Chaco Petrolero              |
| 1991      | Lítoral                      |
| 1992      | Chaco Petrolero              |
| 1993      | Always Ready                 |
| 1994      | Chaco Petrolero              |
| 1995      | Chaco Petrolero              |
| 1996      | Atlético González            |
| 1997      | Atlético González            |
| 1998      | Municipal                    |
| 1999      | Mariscal Braun               |
| 2000      | Atlético González            |
| 2001      | Lítoral                      |
| 2002      | La Paz                       |
| 2003      | La Paz                       |
| 2004      | Deportivo Zuraca             |
| 2005      | Mariscal Braun               |
| 2006      | Mariscal Braun               |
| 2007      | Mariscal Braun               |
| 2008      | ABB                          |
| 2009      | Fraternidad Tigres           |
| 2010      | Mariscal Braun               |